# Wojciech z Kalisza
Wojciech z Kalisza, łac. Albertus Calisius (zm. ok. 1601) – polski pedagog, czołowy twórca pedagogiki braci polskich (ariańskiej). Rektor i reformator szkoły ariańskiej w Lewartowie (obecnie Lubartów), współtwórca Akademii Rakowskiej.

## Życiorys
Był absolwentem uniwersytetu w Krakowie. Pracował jako nauczyciel szkoły kalwińskiej w Turbinie. Został rektorem szkoły chmielnickiej. Przebywał w Niemczech. W Strasburgu poznał wybitnego pedagoga Johannesa Sturma, który zainspirował stworzony przez Wojciecha z Kalisza program nauczania i metody nauczania, wdrożone w ariańskiej szkole w Lewartowie. Został rektorem i reformatorem tej istniejącej w latach 1588–1598 instytucji. Przyczynił się do powstania Akademii Rakowskiej.
Był autorem dzieła pt. Schola Levartoviana restituta (1588, 1593). Tworzy go osiem listów do pedagogów, w których autor wymienia nauki przyczyniające się do rozwoju umysłu ludzkiego: religia, etyka, ekonomia, polityka, nomika, fizyka, medycyna, nauki matematyczne, arytmetyka, astronomia z astrologią, geometria, muzyka i architektura. W katalogu tym autor jako pacyfista nie umieścił strategii. „W koncepcji programowej dążył do powiązania szkoły z życiem; szczególne znaczenie przypisywał nauce polityki, która wyjaśnia zasady życia publicznego i uczy zarządzania państwem; polityce podporządkował inne nauki, m.in. etykę świecką, ekonomię, prawo; kładł duży nacisk, oprócz łaciny i retoryki, na wiedzę przyrodniczą i naukę języków nowożytnych.”
W 1600 został rektorem szkoły w Lusławicach.